# H.J.スノー

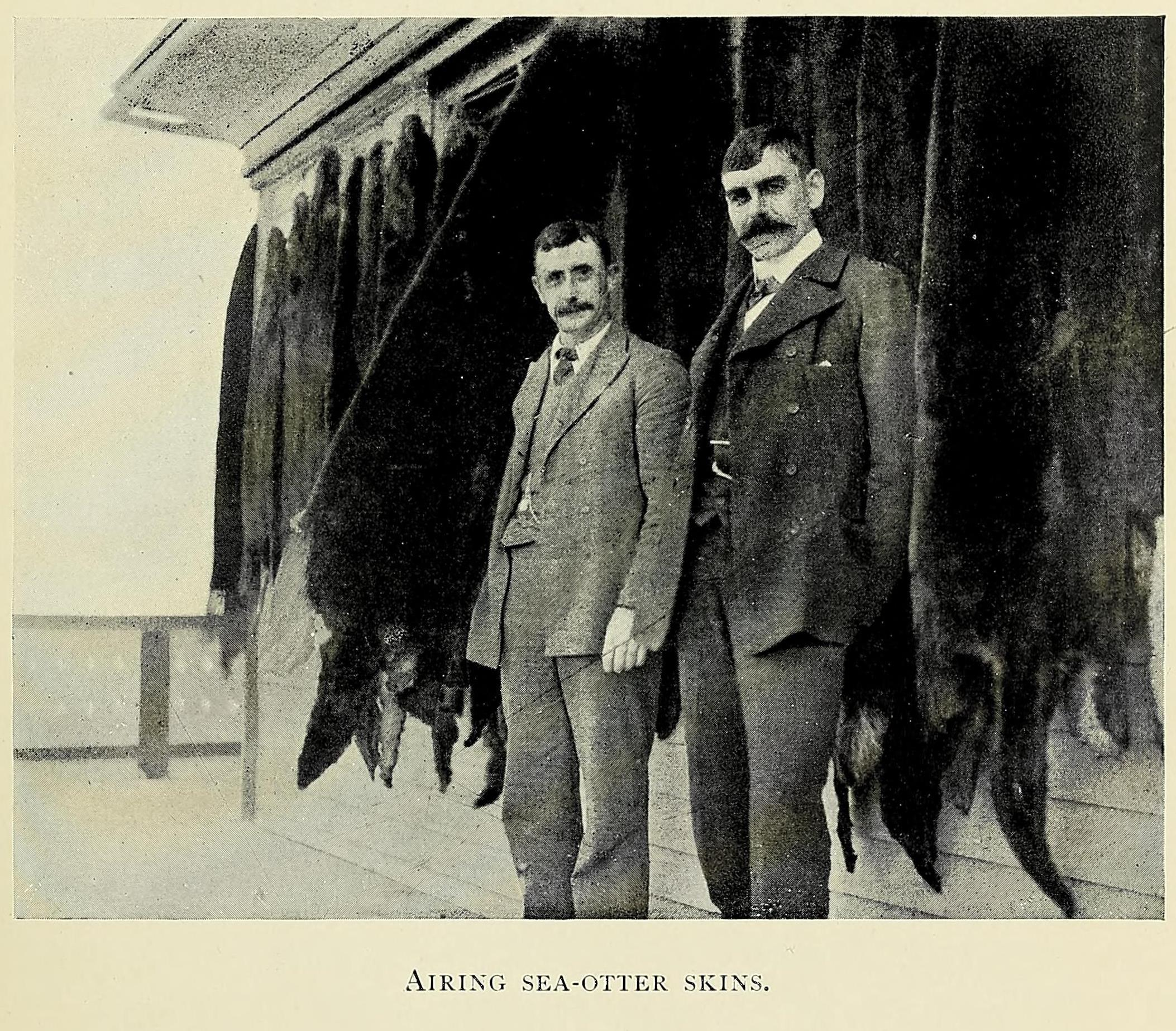
干し吊るしたラッコの毛皮の前に立つスノー（右側）。『In Forbidden Sea』より。

H.J.スノー（Henry James Snow、1848年 - 没年不詳 ）は、リッチリバー号の船長でイギリス人探検家、密漁従事者。日本の北海道を拠点として千島列島を中心に活動した。

## 概要
1872年頃に千島列島に到着。以後、10年間にわたり千島列島を探検、測量しながらラッコやオットセイの密漁を行った。ラッコに関しては、8,000頭以上もの数を捕獲し、ラッコの個体数激減の原因を作った一人となる。
1884年には、千島列島の測量図を書き上げ英国女王ヴィクトリアに奉呈し、この功績により英国政府から叙勲された。また、千島列島の風土を取りまとめた書籍（『In Forbidden Sea』）を書き上げ1910年に出版された。これらの書籍や資料は、『千島列島黎明記』などに翻訳されて日本でも出版された。